# Kate Bragg
Kate Bragg (1986) è un'ex sciatrice alpina e sciatrice freestyle statunitense.

## Biografia
Attiva inizialmente nello sci alpino e attiva in gare FIS dal dicembre del 2001, la Bragg in Nor-Am Cup esordì il 1º dicembre 2002 ad Aspen in discesa libera (31ª), conquistò l'unico podio il 13 dicembre 2004 a Lake Louise in supergigante (2ª) e prese per l'ultima volta il via il 4 gennaio 2007 a Mont-Sainte-Anne in slalom gigante (58ª). Si ritirò al termine della stagione 2007-2008 e la sua ultima gara nello sci alpino fu il supergigante dei Campionati statunitensi 2008, disputato il 23 marzo a Sugarloaf e non completato dalla Bragg; in carriera non debuttò in Coppa del Mondo.
Nella stagione 2008-2009 si dedicò al freestyle, specialità ski cross; disputò una gara in Coppa del Mondo, il 19 gennaio a Lake Placid classificandosi 29ª, e la sua ultima gara fu la prova di Nor-Am Cup disputata a Copper Mountain il 28 gennaio, chiusa dalla Bragg al 7º posto. In carriera non prese parte a rassegne olimpiche o iridate, né nello sci alpino né nel freestyle.

## Palmarès

### Sci alpino

#### Nor-Am Cup
- Miglior piazzamento in classifica generale: 30ª nel 2005
- 1 podio:
  - 1 secondo posto

#### South American Cup
- Miglior piazzamento in classifica generale: 10ª nel 2005
- 2 podi:
  - 1 vittoria
  - 1 terzo posto

##### South American Cup - vittorie
| Data             | Località    | Paese | Specialità |
| ---------------- | ----------- | ----- | ---------- |
| 5 settembre 2004 | El Colorado | Cile  | GS         |

Legenda:

GS = slalom gigante

### Freestyle

#### Coppa del Mondo
- Miglior piazzamento in classifica generale: 165º nel 2009
- Miglior piazzamento nella classifica di ski cross: 57ª nel 2009